# ヤシ (ルーマニア)
ヤシ（ルーマニア語: Iași [ˈjaʃʲ] ( 音声ファイル)；ハンガリー語: Jászvásár；ドイツ語: Jassy；ブルガリア語: Яш）はルーマニア北東部、モルダヴィア地方の中央に位置する都市である。ルーマニア東部の主要都市のひとつで、かつてのモルダヴィア公国の首都。ルーマニアで2番目に人口が多い都市。ヤッシー（ロシア語: Яссы）とも。ヤースヴァーシャールというのはチャーンゴー人に好まれる言い方でもある。
現在は同名のヤシ県の県都である。　

## 人口
- 1900年：78,000人
- 1992年：344,425人
- 2002年：320,888人

## 地勢
プルート川の支流バフルイ川（Bahlui）の畔に位置し、現在モルドバ共和国との国境となっているプルート川までは8キロメートルの位置にある。
鉄道分岐点としても重要で、路線のひとつはキエフを経由してモスクワへと至り、他の路線はブコビナを経てリヴィウへと至る。

## 歴史
ヤシに関する最古の言及は、1387年から1392年にこの場所に市が立っていたというロシア語文献によるものである。ルーマニアの史料による言及では、アレクサンドル善公時代の1408年が最古である（ルーマニア語の文献は遅い）。
当時モルドバ公国の首都はスチャバであり、中心は北部にあった。モルドバを隆盛に導いたシュテファン大公の時代（1457年 - 1504年）には館と付属教会も建てられたが、その後の1565年にアレクサンドル・ラプシュネヤヌ公（Alexandru Lăpuşneanu）の時代に遷都された。
市は絶えず外敵の侵入を受けた。1538年、オスマン帝国のスルタン・スレイマン1世の軍勢によって灰墟に帰す。その後、1577年、1616年、1650年、1686年、1821年と、オスマン軍、クリミア・ハン国軍、ポーランド軍、コサックによる侵入を受け、破壊を蒙った。市が整備され始めたのは1827年の大火の後である。
また、18世紀後半からは東方問題の舞台ともなり、1792年にはここで露土戦争の講和条約（ヤシ条約）が締結されたが、その後も1828年・1853年にロシア軍に、1854年にはオーストリア軍に占領された。
第一次世界大戦中、一時首都がヤシに移された。
第二次世界大戦ではヤッシー＝キシナウ攻勢の戦場となった。

## 文化
政治的な悪条件にもかかわらず、中世以降モルダヴィア文化は独自の性格を強めていく。
「モルダヴィア性」は、16世紀後半にペトル公（Petru）の建立したガラタ修道院や、特に1639年にバシレ・ルプ公（Vasile Lupu）が建立し、教会建築におけるモルダヴィア様式の傑作といわれているトレイ・イェラルヒ教会によく表れているという。また、バシレ・ルプ公は、1640年頃にスラブ語とギリシア語による学校を創設し、モルダヴィア最初の印刷所も設立した。

### ファナリオット時代
18世紀から19世紀初めにファナリオットがモルダヴィアを支配する時代になると、ギリシア文化が優勢になり、ギリシア・アカデミーが開かれるが、このような文化的伝統と背景の中からグリゴレ・ウレケ（Grigore Ureche）、ミロン・コスティン（Miron Costin, 1633年 - 1691年）のような年代記作者、ディミトリエ・カンテミール公のような文人が出た。
1821年、ヤシはギリシアの独立を目差す秘密結社フィリキ・エテリアによる蜂起の根拠地となり、そのためにイェニチェリ軍による報復的な破壊を被った。
しかし、それ以後に始まるモルダヴィアの近代化運動の指導的立場の人物も、この地で活躍した。モルダヴィアにおける近代教育の創始者ゲオルゲ・アサキ（Gheorghe Asachi）、1840年の国民劇場の創立に貢献した詩人ヴァシレ・アレクサンドリ、1848年における革命的な運動と、1859年のワラキアとの統一の指導的人物である歴史学者ミハイル・コガルニセアヌ（Mihail Kogălniceanu）、ルーマニア公アレクサンドル・ヨアン・クザなどである。

### ルーマニア誕生以降
1862年ブカレストが統一ドナウ公国の首都となり、以降ヤシの政治的重要性は減退したが、それでも19世紀末まではブカレストを凌ぐルーマニアの文化運動の一大中心地であった。
1860年、ブカレストのそれに先立ってヤシ大学が創立された。また、文学協会「ジュニメア」（Junimea, 青年）の活動には、評論家のティトゥ・マイオレスク（Titu Maiorescu, 1840年 - 1917年）、国民詩人といわれるミハイ・エミネスク、作家ヨン・クリヤンガ（Ion Creangă）らが加わっていた。現在でも、市内のコポウ公園はそこにある菩提樹の下でエミネスクが詩作に耽った場所として、市民に人気がある。
ヤシが近代的な都市の外観を備えるようになり、また薬品・化学・機械・繊維をはじめとした工業都市化が促進されるようになるのは、第二次世界大戦以後のことである。

## ヤシのユダヤ教徒
19世紀後半のヤシには、43の正教会の教会に対して、58のシナゴーグがあったとされ、かなり多くのユダヤ教徒が住んでいた。これらのユダヤ教徒の多くは、18世紀以後にウクライナから移住してきた者であったが、特筆すべきはアブラム・ゴルトファーデン（Avram Goldfaden）が1876年に、この地にヨーロッパ初の常設イディッシュ劇場（イディッシュ語によるイディッシュ演劇の劇場）を設置し、町の文化に活気を与えたことである。
ゴルトファーデンとその一座は、ワルシャワ・オデッサ・モスクワなどへも巡業し、成功を収めた。しかし、20世紀初め以降、ユダヤ人迫害からアメリカへの移住が盛んになり、ゴルトファーデンらもアメリカで活躍するようになった。

## 交通
- ヤシ国際空港（en:Iași International Airport)
- ヤシ駅(en:Iași railway station)
- ヤシ市電

## 建築物

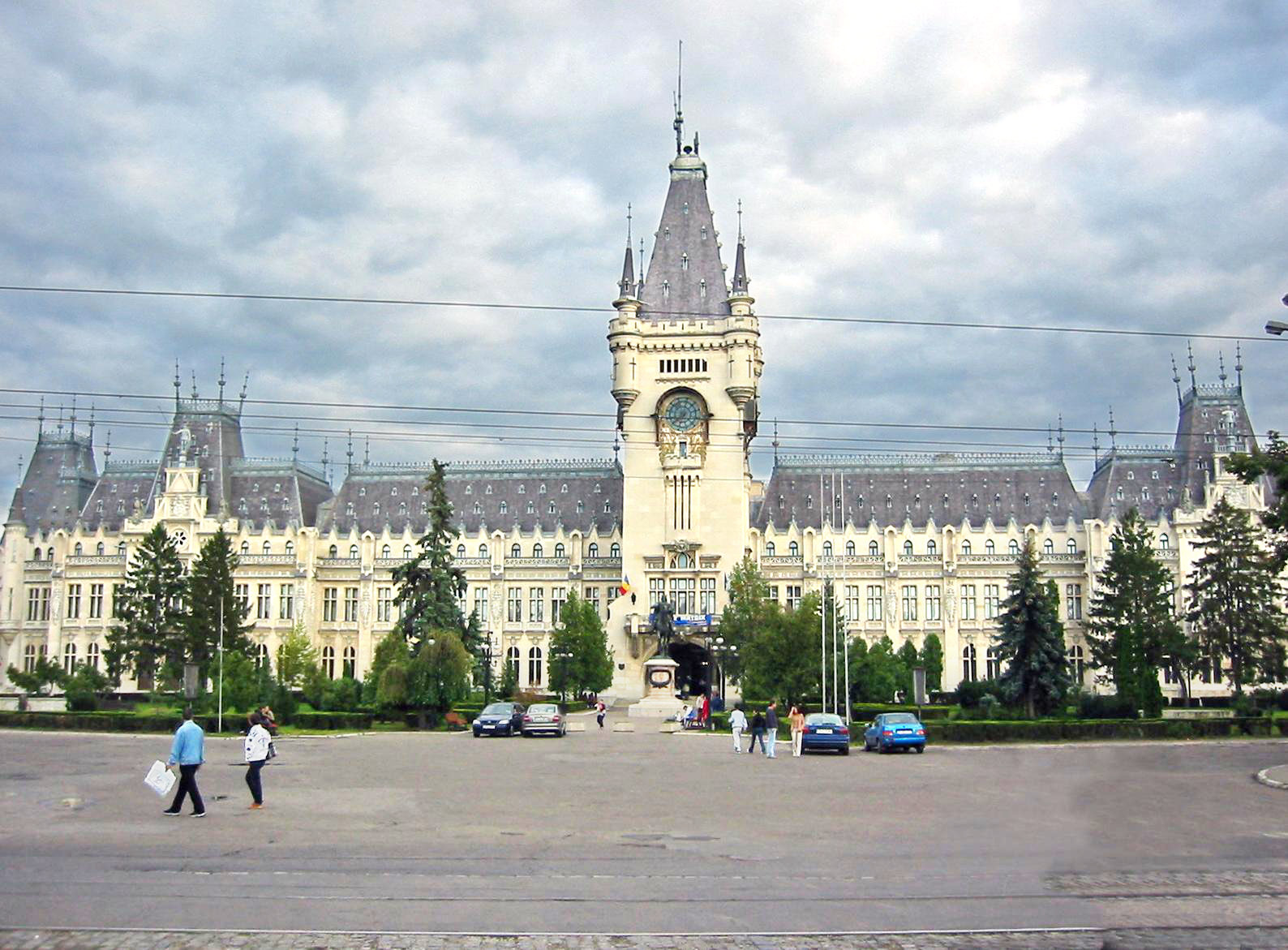
文化宮殿

- 文化宮殿　Palatul Culturii
- Mitropolia Moldovei şi Bucovinei
- 国立劇場　Teatrul Naţional
- Palatul Roznovanu
- 三成聖者修道院　Mănăstirea "Sf. Trei Ierarhi"
- Casa Dosoftei
- 聖ニコラエ・ドムネスク教会　Biserica "Sf. Nicolae Domnesc"
- Biserica Bărboi
- ゴリア修道院　Manastirea Golia
- 大学中央図書館　Biblioteca Centrală Universitară
- アレクサンドル・ヨアン・クザ大学　Universitatea Al. I. Cuza
- コポウ公園　Parcul Copou
- 植物園　Grădina Botanică
- Mănăstirea Cetăţuia
- Bojdeuca Ion Creangă

## ヤシ出身の人物
- アドリアン・クリステア：サッカー選手
- セルジュ・チェリビダッケ：指揮者・作曲家
- ジョージ・エミール・パラーデ：生物学者

## 姉妹都市
| - ポワチエ、フランス - 西安、中華人民共和国 - モンテレイ、メキシコ - パドヴァ、イタリア - エスファハーン、イラン - ラムラ、イスラエル - コザニ、ギリシャ - アシュート、エジプト - アトランタ、アメリカ合衆国 - ケベック・シティー、カナダ - エリコ、パレスチナ | - ヴィーンヌィツャ、ウクライナ - キシナウ、モルドヴァ - フィラッチャーノ、 イタリア - フォラーノ、イタリア - イリオポリ、ギリシャ - モルルーポ、イタリア - ナッツァーノ、イタリア - ペリステリ、ギリシャ - サントレステ、イタリア - トッリータ・ティベリーナ、イタリア - ヴィルヌーヴ＝ダスク、フランス |